# Gourdon-Gletscher
Der Gourdon-Gletscher ist ein 6 km langer Gletscher an der Ostküste der westantarktischen James-Ross-Insel. Er fließt in südöstlicher Richtung zur Markham Bay, die er zwischen dem Saint Rita Point und dem Rabot Point erreicht. Sein Kopfende ist durch eine markante Felswand gekennzeichnet.
Erstmals kartiert wurde er durch Teilnehmer der Schwedischen Antarktisexpedition (1901–1903) unter der Leitung Otto Nordenskjölds. Nordenskjöld benannte den Gletscher nach dem französischen Geologen und Glaziologen Ernest Gourdon (1873–unbekannt), Teilnehmer der Vierten Französischen Antarktisexpedition (1903–1905) unter der Leitung des Polarforschers Jean-Baptiste Charcot.